# Pseudolasius weissi
Pseudolasius weissi é uma espécie de formiga do gênero Pseudolasius, pertencente à subfamília Formicinae.